# 姉崎一馬
姉崎 一馬（あねざき かずま、1948年 - ）は、日本の絵本作家、写真家。

## 略歴
東京都に生まれる。8歳まで札幌市郊外で育つ。
東京農業大学農学部を卒業。写真家冨成忠夫に師事。
日本の森や野生の樹木の写真を撮る。1982年『はるにれ』でサンケイ児童出版文化賞受賞。1973年から19年間和歌山県で小・中学生を対象とした自然学校「自然教室」を主催。新潟県での開催を経て1995年山形県西村山郡朝日町に専用施設「わらだやしき自然教室」を作り毎年開催。
修養団より第17回蓮沼門三教育奨励賞を受賞。

## 著書
- はるにれ 福音館書店 1981.10 (日本傑作絵本シリーズ)
- ふたごのき 谷川俊太郎文 書房「樹」 1982.8
- 樹  足田輝一共著 1983.10 (講談社現代新書)
- 雑木林 山と溪谷社 1984.7 (山渓ネイチュア・ブックス)
- 木は生きている 森林の研究 稲本正文 あかね書房, 1985.11
- ブナの森 山と溪谷社 1986.6 (山渓ネイチュア・ブックス)
- 木の花100選 山と溪谷社 1987.7
- なつのかわ 福音館書店 1988.5 (日本傑作絵本シリーズ)
- 森の旅森の人 北海道から沖縄まで日本の森林を旅する 稲本正文 世界文化社 1990.4
- 四季ブナ 思索社 1991.4
- 森の祝福 写真集 池沢夏樹文 淡交社 1992.3
- 姉崎一馬の自然教室 山と溪谷社 1997.5
- 森のめぐみ リブロポート 1997.8
- 日本の森大百科 ティビーエス・ブリタニカ 2000.4
- 野山の樹木 山と溪谷社 2000.3 (ヤマケイポケットガイド)
- 森はオペラ クレヨンハウス 2006.5
- はっぱじゃないよぼくがいる アリス館 2006.9 (森をあるけば)
- 森にめぐるいのち 片山令子文 フェリシモ 2010.3 (おはなしのたからばこ)